# Levi P. Morton
Levi Parsons Morton, född 16 maj 1824 i Shoreham, Addison County, Vermont, död 16 maj 1920 i Rhinebeck, New York, var en amerikansk republikansk politiker och USA:s 22:a vicepresident.
Mortons far var präst i kongregationalistkyrkan. Morton lämnade skolan tidigt och arbetade i ett varuhus, undervisade i en skola och gjorde affärer i Boston. Sedan var han på bankbranschen i New York. Han kandiderade till USA:s representanthus 1876 men blev inte invald första gången. Andra försöket lyckades och han var ledamot av representanthuset 1879-1881.
Morton tackade nej till att bli James Garfields vicepresidentkandidat. Garfields vicepresident blev USA:s president, när Garfield mördades. Morton ville hellre bli USA:s minister i Storbritannien eller i Frankrike. Garfield skickade honom till Frankrike. Utnämningen ledde indirekt till mordet på Garfield, eftersom Charles J. Guiteau bestämde sig för att mörda presidenten när han själv inte hade utnämnts till USA:s minister i Frankrike. Morton ledde USA:s diplomatiska beskickning i Paris
1881-1885.
Morton var USA:s vicepresident under president Benjamin Harrison 1889-1893 och guvernör i delstaten New York 1895-1897. Efter den politiska karriären investerade han i fastigheter. Morton dog exakt 96 år gammal och hans grav finns i Rhinebeck, New York. Ingen annan vicepresident har avlidit på födelsedagen och endast John Nance Garner har levt längre än Morton. Morton var vid liv ännu när fem av hans efterträdare, nämligen Adlai E. Stevenson, Garret Hobart, Theodore Roosevelt, Charles W. Fairbanks och James S. Sherman, hade dött.